# Repertorio de López de Tovar
El Repertorio de las leyes y glosas de las Partidas y concordancias de los derechos civil y canónico con el del reino, es una obra auxiliar jurídica con la que Gregorio López de Tovar (Valladolid, 1547 - 1636) completó, con un copioso índice, la edición y comentario de su abuelo, el jurista Gregorio López a las Siete Partidas (Salamanca, 1555), que había sido reconocido como texto oficial por Real Cédula de 7 de septiembre de 1555.
Como señala Rumeu de Armas, el "Repertorio ...", fue redactado entre los años 1573-1575. Escrito en latín y castellano, consiste en un índice general y repertorio alfabético de materias. Se imprimió como cuarto tomo de la edición de 1576, realizada por el impresor salmantino Domingo de Portonariis, por orden del padre de López de Tovar, el doctor Tomás de Tovar, y del mismo modo se incluyó en las sucesivas ediciones de Las Partidas de Gregorio López.
Esta publicación conjunta de ambas obras ha contribuido a identificar el nombre de López de Tovar con el de su abuelo y ha sido base de la prolongada confusión de ambos autores.
Cabe citar la revisión de dicho índice que hizo Jose Berni Catalá en 1757, que muestra la utilidad, casi dos siglos después de su publicación, de la obra de López de Tovar como auxiliar de la de su ilustre abuelo.